# Stangheck
Stangheck település Németországban, Schleswig-Holstein tartományban. Lakosainak száma 240 fő (2023. december 31.). Stangheck Stoltebüll, Esgrus, Niesgrau, Gelting és Rabenholz községekkel határos.

## Népesség
A település népességének változása:
| Lakosok száma | 299  | 231  | 217  | 204  | 231  | 230  | 240  |
|               | 1975 | 2014 | 2017 | 2019 | 2021 | 2022 | 2023 |